# Château d'Harcourt (Vosges)
Pour les articles homonymes, voir Château d'Harcourt.
Le château d'Harcourt est un château de la commune d'Isches, au sud-ouest du département des Vosges, en région Grand Est.

## Histoire
Le château d'Harcourt est situé en contrebas du village d'Isches. On l'appelait à l'origine "le château d'en bas de Isches" ou "le Vieux Château", appellation encore usitée actuellement. Construit aux XVIe et XVIIe siècles par la famille de Choiseul-Aigremont, il était l'une des trois forteresses du village, avec les châteaux de Choiseul et de Chauvirey qui ont aujourd'hui disparu, détruits pendant la guerre de Trente Ans.
Au cours de cette guerre terriblement dévastatrice pour la Lorraine, Antoine III de Choiseul d'Isches, gouverneur de La Mothe pour le Duc de Lorraine Charles IV, se couvrit de gloire en défendant héroïquement la forteresse ducale contre l'armée du maréchal de La Force, avant d'y être tué par un boulet de canon le 21 juin 1634.
Néanmoins, en 1636, les Suédois épargnèrent le vieux château d'Isches car son héritier de l'époque, Henri de Choiseul (†1649), avait fait soumission au roi de France Louis XIII.[réf. nécessaire]
Le château d'Isches ne fait actuellement l'objet d'aucune inscription ou classement au titre des monuments historiques. C'est une propriété privée qui ne se visite pas.

## Architecture

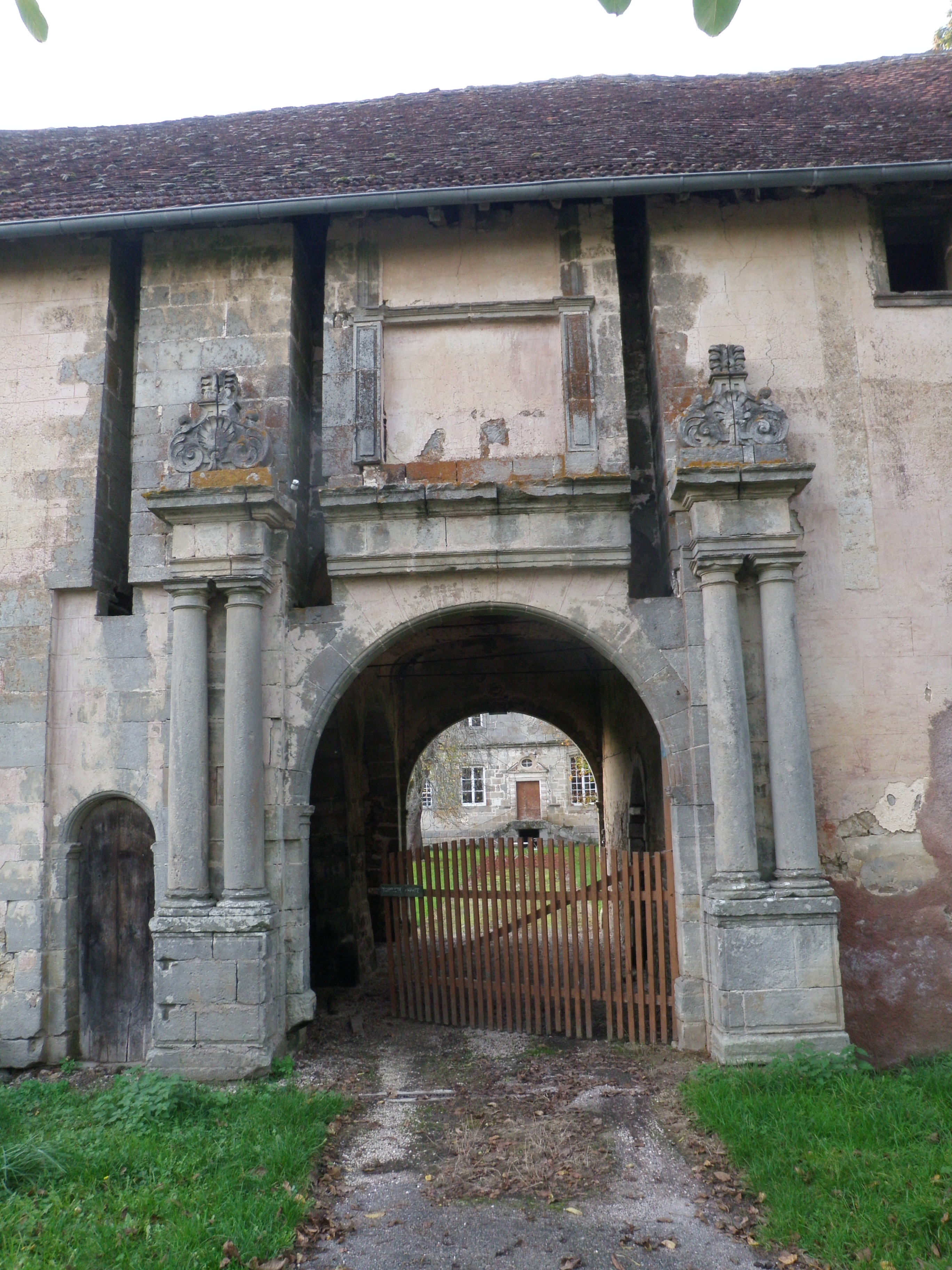
Portail d'entrée des communs du château d'Harcourt

Si les modifications successives ont donné au château d'Isches le caractère d'une propriété d'agrément, de nombreux vestiges d'éléments défensifs (tours, bouches à feu, douves ou fossés) semblent indiquer que le château originel remplissait une fonction militaire.
Le château se compose aujourd'hui de deux bâtiments : les communs et le logis seigneurial.

### Les communs
Les vastes communs, correspondant vraisemblablement à l'ancien corps de garde, isolent le château du village et servent d'entrée au domaine. Le remarquable portail, encadré par quatre colonnes à chapiteaux doriques, garde les traces d'un pont-levis et d'une poterne.
Le corps d'entrée est encadré par les restes de deux tours massives aujourd'hui arasées, héritage du système défensif du château primitif.

### Le logis seigneurial
Une cour d'honneur sépare les communs du logis seigneurial, massive construction rectangulaire en pierres de taille appareillées avec une belle assise en bossage. Le logis présente encore deux portes à fronton triangulaire et des gargouilles sur le toit. Il est appuyé contre une grosse tour carrée au nord-est, la seule qui subsiste puisque celle au nord-ouest a été détruite au XIXe siècle pour construire un établissement de bains à Bourbonne-les-Bains. Le toit de l'ensemble, à forte pente, est couvert de tuiles alsaciennes en « queue de castor ».
Une tour demi hors d'œuvre abrite un escalier à vis conduisant aux pièces de l'étage. Quelques décors ont été conservés, comme des stucs muraux et des plafonds à solives apparentes.
Le domaine du château est bordé à l'ouest par le ruisseau de la Fontaine au Fer, et à l'est par un ancien canal dont l'eau provenait de ce même ruisseau. Le canal accueillait un moulin et son écluse. À l’arrière du château se dégagent une vaste prairie et plusieurs parcelles boisées.

## Premiers propriétaires
Le château actuel fut bâti pour Antoine Ier de Choiseul d'Isches, vraisemblablement sur des bases plus anciennes. Il resta possession de la famille de Choiseul d'Isches jusqu'à son extinction par Catherine de Choiseul, dernière dame d'Isches, qui avait épousé Louis-Henri de Maillart d'Haneffe en 1720.
Le château passa donc à la famille d'Haneffe en 1720, puis, par le jeu des alliances familiales, à la famille d'Harcourt en 1740. C'est cette dernière famille qui a donné le nom actuel au château.
Charles-Hector d'Harcourt-Olonde (1743-†1820) le vend en 1779 à Jean-François Étienne Le Duchat de Rurange (1739-1805), bailli d'épée du Bassigny, originaire de Bouquenom, qui en sera le dernier seigneur. En effet, à la Révolution française, celui-ci émigre et le château est vendu comme bien national à une famille d’agriculteurs du village, qui le conservera jusqu'à son rachat au XXe siècle. L'usage agricole qui aura été fait des vastes communs du château pendant plus de 150 ans aura certes provoqué quelques dommages architecturaux, mais aura également permis au château de parvenir jusqu'à nous.

### Maison de Choiseul(XVIesiècle- 1720)
- Claude de Choiseul dit d'Aigremont (†1520), seigneur d'Isches -  Il épouse Denise de Chauvigny 
  - Pierre de Choiseul (†1544), seigneur d'Isches -  Il épouse Jeanne d'Oiselet 
    - Nicolas de Choiseul, seigneur d'Isches -  Il épouse Renée de Luxembourg 

  - René de Choiseul, seigneur de Senailly -  Il épouse en 1553 Catherine de Chappes 
    - Antoine Ier de Choiseul, seigneur d'Isches -  Il épouse Edmonde de Mathelin 
      - Antoine II de Choiseul (†1617), seigneur d'Isches -  Il épouse Jeanne de Lavaulx 
        - Antoine III de Choiseul (†1634), seigneur d'Isches -  Il épouse en 1609 Chrétienne de Bouvet 
          - Henri de Choiseul (†1649), seigneur d'Isches -  Il épouse en 1640 Marguerite de Carondelet 
            - Charles-Henri de Choiseul (†1698), seigneur d'Isches -  Il épouse en 1676 Marie Charlotte Bruneau de la Rabasteliére 
              - Catherine-Charlotte-Émilie de Choiseul (1690-†?), dame d'Isches, épouse en 1720 Louis-Henri Maillart (1686-†1727), seigneur de Haneffe

### Maison d'Haneffe (1720-1740)
- Catherine-Charlotte-Émilie de Choiseul (1690-†?), dame d'Isches, épouse en 1720 Louis-Henri Maillart (1686-†1727), seigneur de Haneffe
  - Élisabeth-Anne-Charlotte de Maillart d'Haneffe, marquise d'Isches (1722-†1744) épouse en 1740 Jacques III d'Harcourt-Olonde, marquis d'Harcourt (v.1707-†1767)

En épousant le marquis d'Harcourt en 1740, Élisabeth-Anne-Charlotte de Maillart d'Haneffe fait passer le château dans la famille d'Harcourt.

### Maison d'Harcourt(1740-1779)
- Elisabeth-Anne-Charlotte de Maillart d'Haneffe, marquise d'Isches (1722-†1744) épouse en 1740 Jacques III d'Harcourt-Olonde, marquis d'Harcourt (v.1707-†1767)
  - Charles-Hector d'Harcourt-Olonde, marquis d'Harcourt, pair de France (1743-†1820) -  Il épouse en 1767 Anne M Louise Catherine d'Harcourt-Beuvron (1750-†1823)

Charles-Hector d'Harcourt-Olonde vend le château en 1779 à Jean-François Étienne Le Duchat de Rurange.

## Pour approfondir